# 忍たま乱太郎 夏休み宿題大作戦!の段
- 落第忍者乱太郎 > 忍たま乱太郎 夏休み宿題大作戦!の段
- 忍たま乱太郎 > 忍たま乱太郎 夏休み宿題大作戦!の段

『忍たま乱太郎 夏休み宿題大作戦!の段』（にんたまらんたろう なつやすみしゅくだいだいさくせん のだん）は、2013年7月6日に公開された日本の映画作品である。尼子騒兵衛の漫画『落第忍者乱太郎』およびテレビアニメ『忍たま乱太郎』を原作とする。
キャッチコピーは「忍たま史上最大!　天下分け目の大バトル始まる!!」。監督は田﨑竜太。主演は加藤清史郎。

## 概要
丸の内TOEI1他全国290スクリーンで公開され、2013年7月6日、7日の2日間で興収4,298万8,100円　動員3万6937人になり、映画観客動員ランキング（興行通信社調べ）で初登場第8位となった。また、ぴあ初日満足度ランキングでは第5位となっている。
さらに、海外公開も決定し、香港、マカオ、マレーシア、ブータン、トルコ、インド、スリランカ、パキスタン、ネパール、バングラデシュ、モルディブの全11の国と地域で公開された。

## ストーリー
夏休みを楽しんでいた乱太郎、きり丸、しんべヱの3人。しかし、忍術学園の学園長・大川平次渦正から「夏休みの宿題をやらないと大変な事になる」と釘を刺され大慌て。宿題をして来ないと、罰として補習授業を受けなければならないのである。
そんな時、刀鍛冶・六道辻ヱ門の名刀「極楽丸」が、ドクタケ忍者隊に盗まれたとの騒ぎが。学園長は乱太郎達に、極楽丸を取り返すよう命じる。この実習に挑めば宿題の答えも分かると聞き、大喜びの3人は、ドクタケ城を目指す。
果たして乱太郎達は、無事に極楽丸を取り返す事が出来るのか。

## スタッフ
- 脚本：池田政之
- 監督：田﨑竜太
- 音楽：佐橋俊彦[3]
- 企画：中沢敏明
- 製作統括：岩原貞雄
- 製作：濱名一哉、寺田篤、遠藤茂行、宮田一幸、加藤直次、木下直哉、安田正樹、坂井宏先、町田智子、篠崎充、加藤徹
- エグゼクティブプロデューサー：田代秀樹、池田隆一
- チーフプロデューサー：厨子健介、白石統一郎、岡田有正
- プロデューサー：須藤安芸子、高崎稔千、進藤盛延
- 撮影：長谷川光徳
- 照明：土居欣也
- 録音：山本研二
- 美術：龍尾和人
- 編集：乾栄司
- 整音：神戸孝憲
- VFXスーパーバイザー：小林真吾
- 殺陣：中村健人
- キャスティング：北田由利子
- 製作：｢忍たま乱太郎 夏休み宿題大作戦!の段｣製作委員会（セディックインターナショナル、TBS、電通、MBS、東映、CBC、木下グループ、ムービック、ポプラ社、朝日新聞社、朝日新聞出版、J:COM）
- 制作：セディックインターナショナル
- 制作プロダクション：C.A.L
- 制作協力：東映太秦映像
- 配給：東映

## キャスト
- 一年は組
  - 猪名寺乱太郎 - 加藤清史郎
  - 摂津のきり丸 - 林遼威
  - 福富しんべヱ - 神月朱理
  - 佐武虎若 - 大八木凱斗
  - 土井半助 - 内博貴
  - 山田伝蔵 - 螢雪次朗
- 四年は組
  - 斉藤タカ丸 - 田中光樹
- 六年い組
  - 潮江文次郎 - 松田岳
  - 立花仙蔵 - 山崎将平
- 六年ろ組
  - 中在家長次 - 石田直也
  - 七松小平太 - 伊藤尚輝
- 六年は組
  - 善法寺伊作 - 根岸拓哉
  - 食満留三郎 - 寺井竜哉
- 忍術学園関係者
  - 学園長・大川平次渦正 - 芦屋小雁
  - 小松田秀作 - 前内孝文
  - 食堂のおばちゃん - 一木美貴子
- ドクタケ城
  - 稗田八方斉 - 西田健
  - 横槍入十郎 - 佐川満男
- キクラゲ城
  - 木耳良兼 - 寺田農
  - 木耳持兼 - 曽我廼家文童
  - 切羽拓郎 - 永澤俊矢
  - 常光寺与ヱ門 - 池田政典
- タソガレドキ城
  - 雑渡昆奈門 - 東山龍平
  - 諸泉尊奈門 - 佐野泰臣
- その他
  - 六道辻ヱ門 - 栗塚旭
  - 佐武昌義 - 赤塚真人
  - 照星 - 黒川英二
  - 山田利吉 - 鈴木勝吾
  - 北石照代 - 大島遥
  - 尼子騒兵衛 - 尼子騒兵衛

ほか

### 声の出演
- 雑渡昆奈門 - てらそままさき
- 立花仙蔵（女装時） - 清水愛

## DVD/Blu-ray
2014年1月10日発売。発売元：セディックインターナショナル　販売元：東映・東映ビデオ
- 忍たま乱太郎 夏休み宿題大作戦!の段 通常版（1枚組）
  - 映像特典
    - 超特報・特報・劇場予告編・TVスポット集

- 忍たま乱太郎 夏休み宿題大作戦!の段 豪華版（2枚組）
  - 初回生産限定特典
    - エア忍者刀&エア手裏剣

  - 封入特典
    - 公開時プレスシート（縮刷版）

  - 映像特典
    - 超特報・特報・劇場予告編・TVスポット集

  - 特典DVD
    - メイキング&インタビュー
    - イベント映像集（「忍者修行道場」オープニングセレモニー/公開特別授業イベント/初日舞台挨拶）

  - 特製アウターケース付き